# Theridion submirabile
Theridion submirabile là một loài nhện trong họ Theridiidae.
Loài này thuộc chi Theridion. Theridion submirabile được miêu tả năm 1993 bởi Zhu & Da-xiang Song.